# 1996 XH6
1996 XH6 är en asteroid i huvudbältet som upptäcktes den 3 december 1996 av de båda japanska astronomerna Takeshi Urata och Yoshisada Shimizu vid Nachi-Katsuura-observatoriet.
Asteroiden har en diameter på ungefär 4 kilometer och den tillhör asteroidgruppen Koronis.